# Lac de Payolle
Pour les articles homonymes, voir Payolle (homonymie).
Le lac de Payolle est un lac artificiel des Pyrénées françaises situé sur les communes de Campan et d'Arreau dans le département des Hautes-Pyrénées et la région Occitanie. Sa rive ouest constitue la limite entre les communes d'Arreau et d'Ancizan.
Il est généralement gelé entièrement en hiver. 

## Géographie
Il est situé au pied du col d'Aspin à 1 139 m d'altitude. D'une superficie de 10 hectares, il est alimenté par 3 ruisseaux de montagne (dont le ruisseau de Sarraoute).

### Topographie
|                    | Sommet de Tignous (1 623 m)    | Col de Beyrède (1 415 m) |
| Station de Payolle | lac de Payolle                 | Col d'Aspin (1 415 m)    |
|                    | Hourquette d'Ancizan (1 564 m) | Plo del Naou (1 754 m)   |

## Tourisme
Ce lac est au centre d'une importante station touristique : la station de ski de Payolle-campan où se pratiquent diverses activités comme le VTT, la course d'orientation, le ski de fond, les raquettes, les traineaux à chiens, des balades à cheval ou à poney, du parapente, de la randonnée, etc. 
Pour l'hiver 2016 / 2017 des nouvelles activités sont proposées aux abords du lac (depuis l'Arcoch du lac) : 
- en hiver : une patinoire artificielle de 100 m², des balades en engins électrique (cocofun, snowtrot, etc.)...

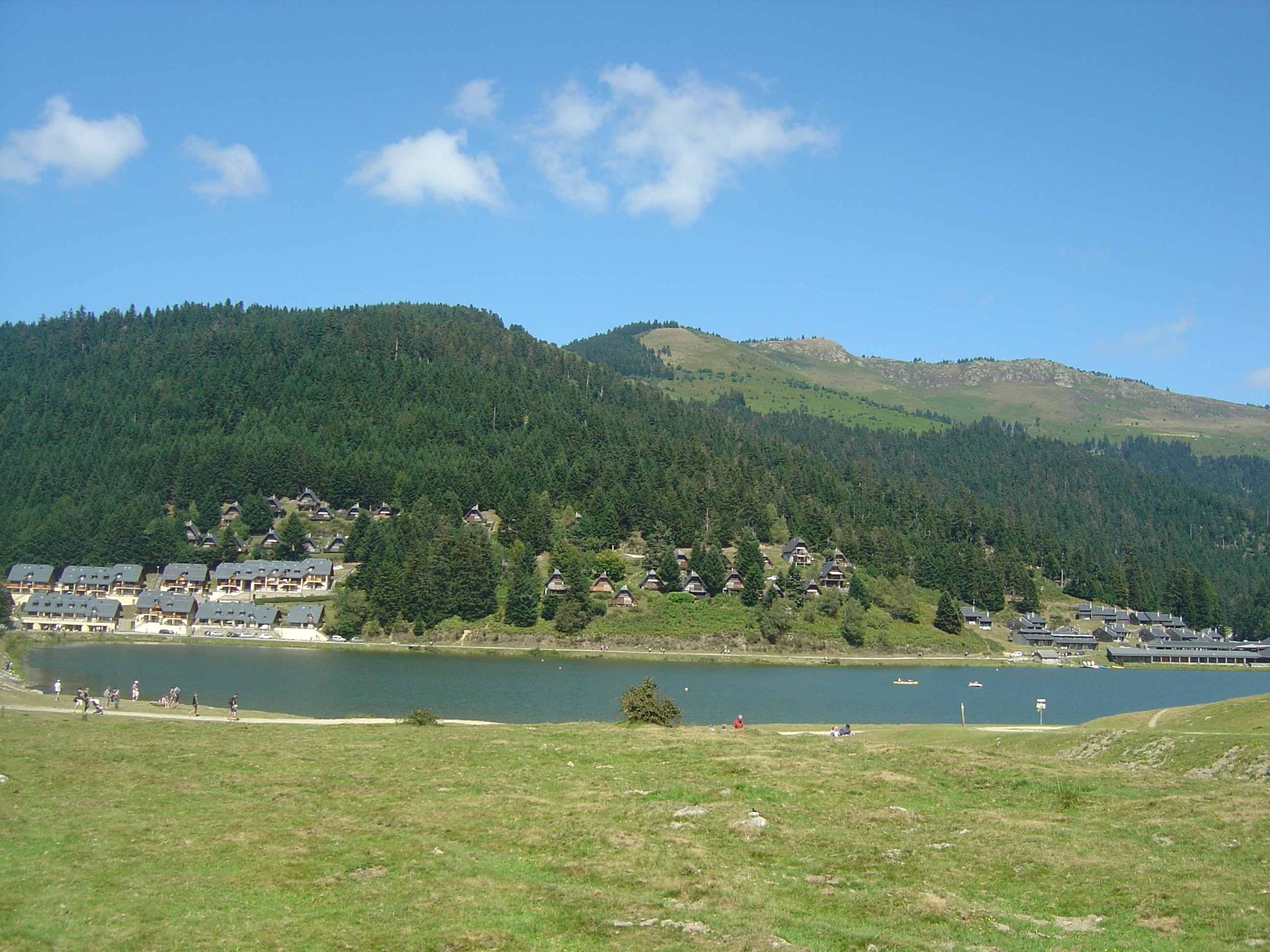
en été : kart à pédales, engin électriques (gyropode, cocofun, snowtrot, voiture électrique), vélo stepper, Bowqui, roslaies... Sur le lac se pratique la pêche, d'ailleurs un parcours touristique de pêche a été aménagé tout autour du lac avec des passerelles pour pêcheur, mais aussi diverses activités nautiques comme le canoë-kayak, la voile.
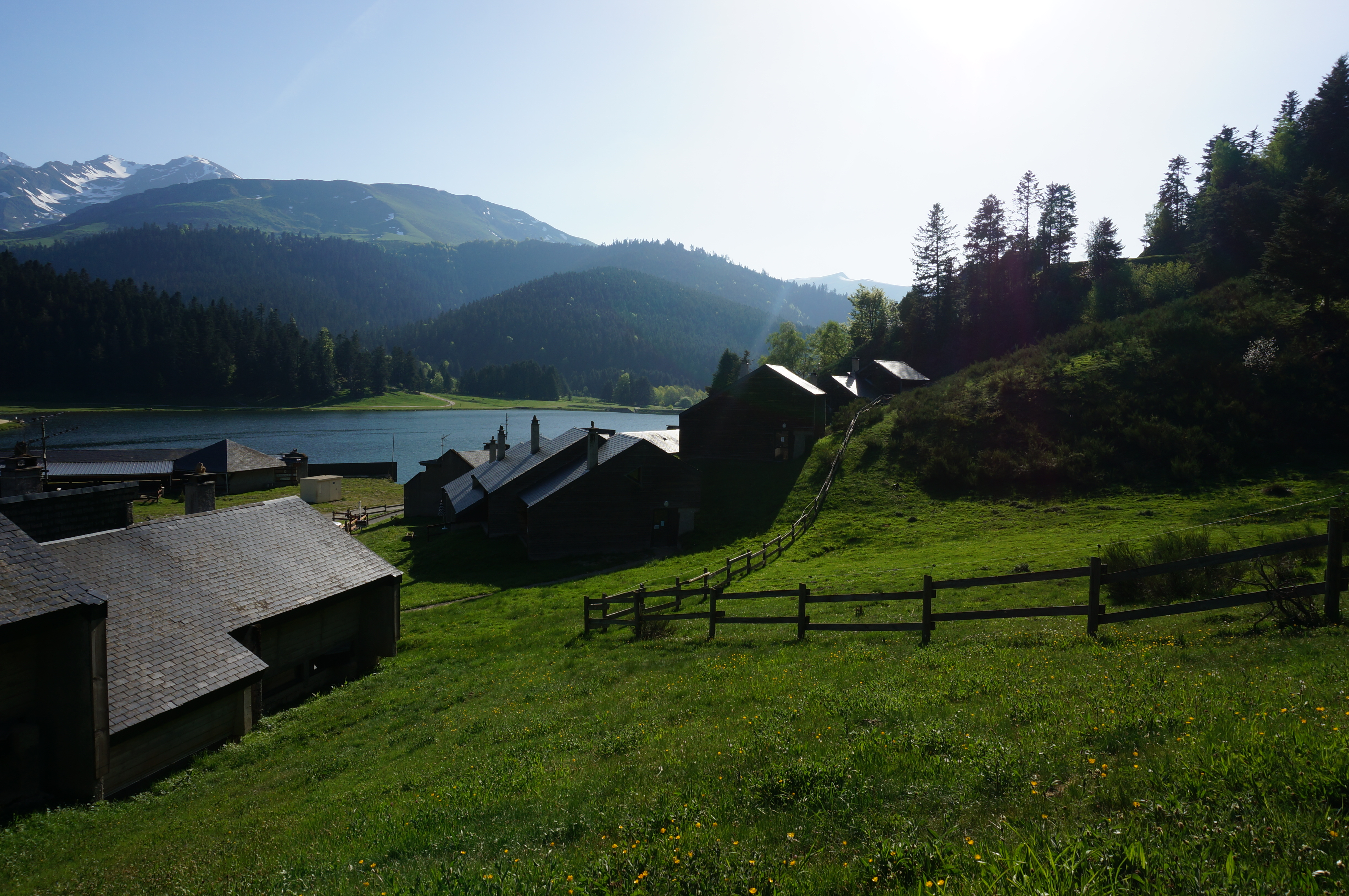
Base nautique du lac de Payolle
- Gîtes du lac de Payolle

## Protection environnementale
Le lac fait partie d'une zone naturelle protégée, classée ZNIEFF de type 1 et de type 2.

## Cyclisme
Le lac est l'arrivée le 8 juillet de la 7e étape du Tour de France 2016 remportée par Steve Cummings.